# Barneville-Carteret
Barneville-Carteret ist eine französische Gemeinde mit 2181 Einwohnern (Stand 1. Januar 2022) im Département Manche in der Region Normandie. Sie entstand 1965 durch die Fusion der beiden bis dahin eigenständigen Gemeinden Barneville-sur-Mer und Carteret.

## Geografie
Barneville-Carteret liegt an der französischen Kanalküste im Westen der Halbinsel Cotentin, an der Côte des Havres, in der Landschaft Côte des Isles, gegenüber der Insel Jersey. Die Écréhous liegen zehn Kilometer entfernt.
Angrenzende Gemeinden sind Les Moitiers-d’Allonne, La Haye-d’Ectot und Saint-Jean-de-la-Rivière.

### Geologie

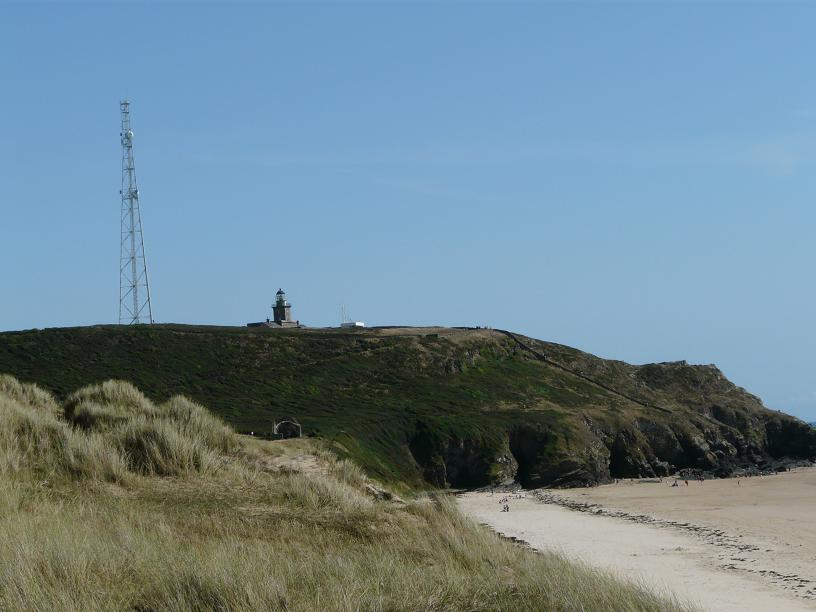
Kap von Carteret

Das Kap von Carteret besteht aus Schiefer und Sandstein aus dem frühen Kambrium, obwohl der Rest der Ortschaft auf Kalkstein und Schiefer aus dem Devon gebaut wurde.

## Namensherkunft
Barneville leitet sich aus dem skandinavischen Patronym Barni ab, gefolgt von der französischen Endung -ville. Carteret stammt höchstwahrscheinlich aus den skandinavischen Wörtern reidh Ankerplatz und kart steiniger Platz.

## Geschichte
Auf dem Kap von Carteret liegt die Ruine der alten Kirche Saint-Germain. Die Kirche soll den Kern der ursprünglichen Ansiedlung gebildet haben, die aber später wegen des Vordringens der Dünen weiter ins Landesinnere verlegt wurde.

## Bevölkerungsentwicklung
| Jahr      | 1962 | 1968 | 1975 | 1982 | 1990 | 1999 | 2009 | 2018 |
| Einwohner | 1166 | 1924 | 2012 | 2327 | 2222 | 2429 | 2282 | 2235 |

## Verkehr
Vom Hafen in Carteret aus verbinden mehrere Fährverbindungen täglich die Kanalinseln mit dem französischen Festland.
Barneville-Carteret wird von der vom Département Manche betriebenen Buslinie Manéo Nr. 11 angefahren (Buslinie Valognes-Portail). Valognes ist die nächste Zughaltestelle der Eisenbahnstrecke Paris-Caen-Cherbourg.
Die Buslinie Manéo Nr. 10 verbindet Barneville-Carteret mit Cherbourg.
Carteret ist auch einer der beiden Endbahnhöfe der Touristenbahn Train Touristique du Cotentin, einer Teilstrecke der ehemaligen Bahnlinie Carteret-Carentan. Die neun Kilometer lange Teilstrecke verläuft entlang der Küstenlandschaft gegenüber den Inseln im Ärmelkanal nach Portbail. Diese Museumsbahn wird daher auch Train de la Côte des Isles genannt.

## Persönlichkeiten
- Clément Rosset (1939–2018), Philosoph